# Havana (album)
Pour les articles homonymes, voir Havana (homonymie).
Albums de Dany Brillant
C'est toi
(1993) Nouveau Jour
(1999)
Singles
1. Quand je vois tes yeux
Sortie : 17 avril 1996
2. Les Parfums de l'orient
Sortie : 18 octobre 1996
3. Une fille comme ça
Sortie : 24 janvier 1997
4. Ronsard 96
Sortie : 6 octobre 1997

Havana est le troisième album studio de Dany Brillant, sorti en 1996 chez Warner.

## Historique
L'album s'est vendu à 333 000 exemplaires. L'album est certifié double disque d'or en 1996 (plus de 200 000 disques vendus). Il est certifié disque de platine en 1997 (plus de 300 000 disques vendus),.
Parmi ses nombreux concerts, il se produisit à l'Olympia au début de l'année 1997.

## Titres
Toutes les chansons sont écrites et composées par Dany Brillant.
| 1.    | Une fille comme ça      | 3:13 |
| 2.    | Les Parfums de l'orient | 3:50 |
| 3.    | Quand je vois tes yeux  | 3:57 |
| 4.    | Les Envieux             | 3:41 |
| 5.    | Dis-moi                 | 3:30 |
| 6.    | La Queue du chat        | 3:25 |
| 7.    | Pourtant                | 3:30 |
| 8.    | Ronsard 96              | 2:57 |
| 9.    | Le Rat                  | 3:13 |
| 10.   | Rien que toi            | 3:36 |
| 34:52 |                         |      |

## Crédits
- Alto : Jean-Paul Minali Bella
- Basse, contrebasse : Laurent Vernerey
- Batterie : Claude Salmieri
- Bongos, maracas : Roberto Guillot
- Chœurs : Luc Bertin, Slim Batteux, Alain Pewzner
- Cello : Laure Vavasseur
- Congas : Thomas Ramos Ortiz
- Flûtes : Olivia Durand, Richard Egues
- Guitares : Alain Pewzner, Dany Brillant
- Piano, vibraphone : Rembert Egues
- Saxophones : Ernesto Verona (alto), Roman Filiu, Tony Jimenez (ténor), Malik Fettis, Vincent Chavagnac (solo)
- Timbales : Blas Egues
- Trombone : Carlos Albarez Guerra
- Trompettes : Adalberto Lara, Carmelo Andre, El Guajiro
- Violons : Jérôme Marchand, Stéphane Henoch

## Classement hebdomadaire et certifications
| Pays          | Meilleure position | Certification |
| ------------- | ------------------ | ------------- |
| France (SNEP) | 35                 | Platine       |